# Arvid Carlsson
Arvid Carlsson (Uppsala, 25 de gener 1923 - Göteborg, 29 de juny de 2018) fou un metge i professor universitari suec guardonat amb el Premi Nobel de Medicina o Fisiologia l'any 2000.

## Biografia
Va néixer el 25 de gener de 1923 a la ciutat d'Uppsala, capital del comtat del mateix nom. Va estudiar medicina a la Universitat de Lund, estudis que hagué d'interrompre per realitzar el servei militar durant la Segona Guerra Mundial, llicenciant-se finalment l'any 1951. A partir d'aquell moment combinà la recerca científica amb la docència, inicialment a la universitat de Lund i des de 1959 com a catedràtic de farmacologia de la Universitat de Göteborg.

## Recerca científica
Interessat pels neurotransmissors, els seus estudis li permeteren descriure el mitjà pel qual la dopamina es distribueix per les diferents zones del cervell, sobretot pels ganglis basals i la seva relació amb el moviment. A partir d'aquest descobriment va estudiar l'eficàcia mèdica de la levodopa, un isòmer de la dopa, i que en proves en animals observà la seva efectivitat contra el tractament de la malaltia de Parkinson.
L'any 2000 fou guardonat amb el Premi Nobel de Medicina o Fisiologia, juntament amb Paul Greengard i Eric Richard Kandel, pels seus descobriments referents a la transmissió de senyals en el sistema nerviós, i especialment per les seves investigacions sobre la dopamina i els seus efectes neurotransmissors.